# Sven Meyer (Radsporttrainer)

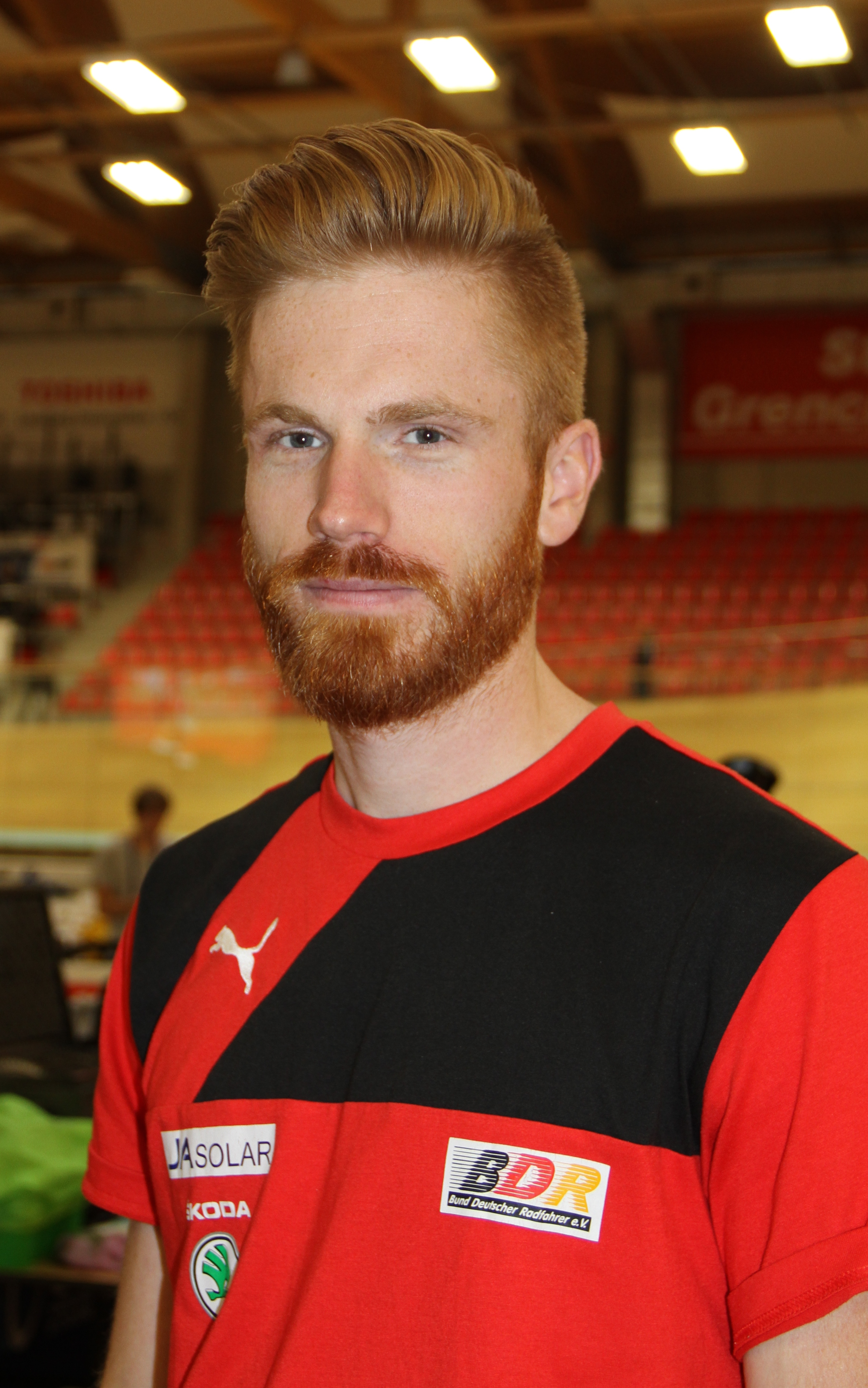
Sven Meyer (2015)

Sven Meyer (* 30. März 1985 in Plettenberg) ist ein deutscher Radsporttrainer.

## Beruflicher Werdegang
Im Alter von 20 Jahren machte Sven Meyer, der selbst als Jugendlicher für den TV Attendorn Radrennen gefahren war, ein Praktikum beim damaligen Trainer der dänischen Bahnradsport-Nationalmannschaft, Heiko Salzwedel. Als Salzwedel nach den Olympischen Spielen 2008 seine Tätigkeit dort aufgab, übernahm Meyer dessen Posten noch während seines Studiums der Sportwissenschaft in Frankfurt am Main. Unter Meyers Ägide wurden der dänische Bahnvierer sowie das Madison-Gespann Michael Mørkøv und Alex Rasmussen bei den Bahnradsport-Weltmeisterschaften 2009 in Pruszków Weltmeister. Bis Januar 2011 war er in Dänemark tätig.
Im April 2011 gab der Bund Deutscher Radfahrer (BDR) bekannt, dass Sven Meyer als neuer deutscher Bundestrainer für den Bahnradsport-Ausdauerbereich tätig ist. Hiermit zusammenhängend war er Sportlicher Leiter des 2013 gegründeten rad-net Rose Teams. Zum Ende des Jahres 2021 beendete er seine Tätigkeit als Nationaltrainer beim BDR. Sein Nachfolger wurde der bisherige Nachwuchstrainer Tim Zühlke. Nachdem Zühlke seine Tätigkeit beim BDR zum Ende des Jahres 2023 beendet hatte, kehrte Meyer im Vorfeld der Olympischen Spiele 2024 in Paris als Trainer zurück zum Verband.
Im November 2024 gab der BDR bekannt, dass Lucas Schädlich die Bahn-Ausdauermannschaft der Elite als Trainer übernehme und Sven Meyer dem Verband unter anderem im Bereich Analyse und Diagnose zur Verfügung stehen werde.